# 제너비브 비컴
제너비브 비컴(영어: Genevieve Beacom, 2004년 10월 30일~)은 오스트레일리아의 야구 선수이자, 현 호주 프로 야구 멜버른 에이시스 소속으로 있으며, 여성 선수로는 최초로 오스트레일리안 프로 야구에 입단하였다.

## 생애
대학 야구 선수인 오빠의 영향으로 야구를 시작하였다. 16살 나이로 빅토리아주 하계 야구 리그에서 뛰었고 16세 이하 대표팀에 선발되었다. 리그에서 인기를 끌었으며 평균자책점 0의 활약을 펼쳤다.

## 오스트레일리안 베이스볼 리그시절
2022년 오스트레일리안 베이스볼 리그의 팀인 멜버른 에이시스에 육성 선수로 입단해 여성 선수로는 처음으로 입단하였다. 2021/22 ABL리그가 코로나 19로 인해 열지않아 이벤트성인 멜버른 챌린지 시리즈 2차전 애들레이드 자이언츠와 경기에서 0대4로 뒤진 6회에 등판해 1이닝 동안 볼넷1개만 내주고 무실점으로 막았다. 팀은 1대7로 패배하였다.